# 浄土宗丈六山阿弥陀寺
浄土宗丈六山阿弥陀寺（）は、和歌山県海南市下津町にある浄土宗の寺院。
山号は丈六山（じょうろくさん）。院号は寶藏院（ほうぞういん）。宗紋は月影杏葉（つきかげぎょうよう）。
総本山は浄土宗知恩院
本尊は阿弥陀如来立像。橘本王子社の別当寺（べっとうじ）の寺として知られる。

## 歴史
平安時代の長徳年間（995～999年）一条天皇の御代、藤原最盛期に比叡山横川恵心院の恵心僧都（源信僧都）が創建。【十一面観音菩薩坐像（鎌倉時代作）】
安土桃山時代の慶長3年（1598年）上譽安養が開基【阿弥陀如来立像（室町時代作）】。
享保4年（1719年）重譽秀威が本堂再建。
室町期には王子社の別当寺.関所として
江戸期には　檀那寺として寺受証文.寺受制度.親受制度.頼母子講を取り入れる。

## 境内
橘本王子跡
祠は 境内南の花壇内に二間四方の瓦葺だったとされます。　
室町時代 の永享9年（1437年）2月22日と書かれた棟札が明治末期に境内古木置き場より紛失。大正年間に橘本神社が創建され、王子社の棟札が合祀されている。【和歌山県聖蹟上巻】
鰐口　現在　阿弥陀寺本堂正面に掲げています。（棟札紛失にともない長期間　長保寺資料館に預ける）。
法皇御幸の時　この境内から「橘の本に一夜の旅寝して入佐の山の月を見るかな」の歌を詠まれたとされます。
丈六山（六本樹の丘）　本堂裏の山号由来の山。『古事記』『日本書紀』（記紀）では、田道間守が垂仁天皇の命を受け、常世の国より非時香菓（みかんの原種.橘）八竿八縵持ち帰り、陵墓に半分、残りを大后を通じて現在の奈良県明日香の橘寺に植えた..と書かれておりますが、明治３０年（1897年）現在の橘本神社神職の曾祖父が　丈六山を六本樹の丘と命名（田道間守が持ち帰った橘を丈六山に植えたとされました）。

## 主な行事
春彼岸法要　永代経法要　施餓鬼法要　棚経　水子地蔵盆　秋彼岸法要